# Retrato de um Artista (Piscina com Duas Figuras)
O Retrato de um Artista (Piscina com Duas Figuras) é uma grande pintura pop art feita pelo artista britânico David Hockney. Medindo 213,5 por 305 centímetros de acrílico sobre tela, a pintura representa duas figuras, uma nadando embaixo d'água e uma figura masculina vestida olhando para o nadador. A pintura foi concluída em maio de 1972 e, posteriormente, vendida em novembro de 2018 por 90,3 milhões dólares, tornado-se assim, na época, o trabalho de um artista vivo mais bem pago da história em um leilão.
A pintura era de propriedade do bilionário estadunidense David Geffen, que vendeu para o bilionário britânico Joe Lewis em 1995 a um preço não revelado. Em 15 de novembro de 2018, em nove minutos de licitação, ela foi vendida por 90,3 milhões de dólares na casa de leilões Christie's em Nova Iorque, estabelecendo um recorde de leilão para um artista vivo. A venda quebrou o recorde anterior de um artista vivo de 58 milhões de dólares de Jeff Koons para o quadro Balloon Dog (Orange), em 2013, e mais do que triplicou o recorde da venda de um trabalho de Hockney, 28,5 milhões de dólares para a Pacific Coast Highway e Santa Monica, em maio de 2018.
Embora ainda seja a pintura mais cara de um artista vivo, o recorde de um trabalho mais caro vendido em leilão foi quebrado em maio de 2019, pela escultura de Jeff Koons de 1986, chamada Rabbit, que foi leiloada por 91,1 milhões de dólares.

## Influência na cultura pop
A pintura influenciou muito a cultura pop (embora Hockney sempre negou que ele é um artista pop). No seriado animado adulto estadunidense BoJack Horseman, uma pintura na casa de Bojack é baseada no Retrato de um Artista (Piscina com Duas Figuras). Também, a arte de capa do álbum de Mr. Oizo, chamado Stade 2, do artista So Me, é uma reinterpretação do Retrato de um Artista (Piscina com Duas Figuras).